# فيكتور زاش
فيكتور زاش هو شرير خارق في دي سي كومكس من ابتكار آلان غرانت ونورم بريفوجل،ظهرت الشخصية لأول مرة في يونيو 1992.